# Via Maris

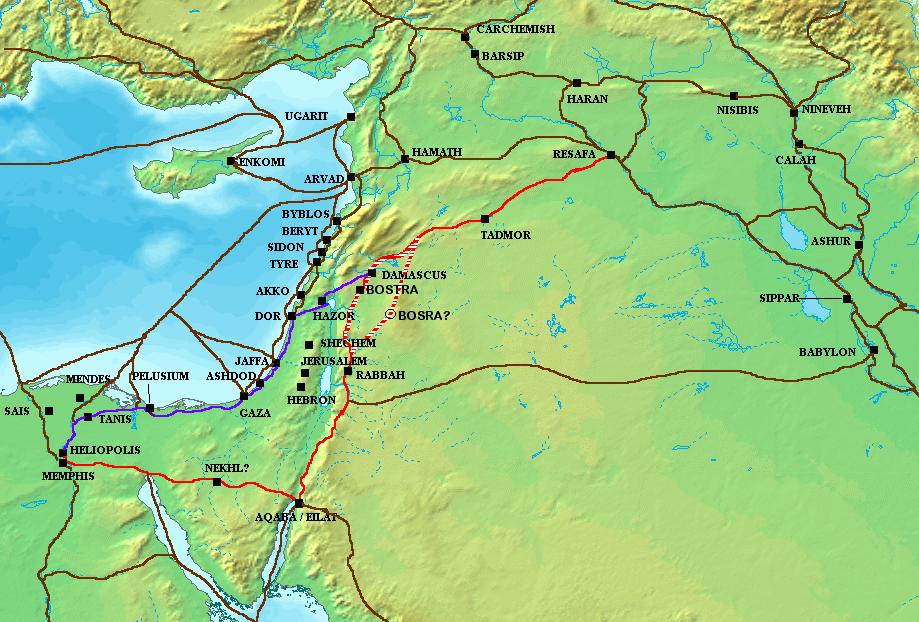
Pravděpodobná podoba cesty Via Maris (znázorněna purpurově)

Via Maris (hebrejsky דרך הים, česky Mořská cesta) byla strategicky významná starověká římská silnice spojující severní Afriku se zeměmi Levanty, která byla jednou z hlavních obchodních cest do starověké Palestiny. Název Via Maris se používal již v dobách římských, ovšem v pramenech se spolu s cestou neobjevoval. Název Via Maris byl s cestou spojen až ve 20. století. Ve starověku byla tato cesta označována také jako Pobřežní cesta nebo Cesta Pelištejců. Současná identifikace cesty a její přesné trasy je obtížná.

## Název
Termín דרך הים se objevuje v Tanachu v Knize Izajáš (8,23). Latinský název Via Maris je přímým přenesením hebrejského termínu. Vulgata (Izajáš 9,1) obsahuje překlad: Primo tempore adleviata est terra Zabulon et terra Nepthalim et novissimo adgravata est via maris trans Iordanem Galileae gentium. Tento termín se objevuje také v knize Evangelium podle Matouše jako „cesta přes moře“. Termín se také objevuje v Knize Ezechiel (41,12), kde ovšem neoznačuje cestu, ale směr (západ). Cesta byla označována také jako Pobřežní cesta nebo Cesta Pelištejců.
Podle Barryho J. Beitzela, amerického biblisty, biblického kartografa a biblického geografa, odkazoval název cesty s největší pravděpodobností na „moře“ (Galilejské jezero) v Galileji. Trasa vedla podél západního břehu jezera. Název Via Maris se používal již v dobách římských.
Jochanan Aharoni, archeolog a autor mnoha publikací o archeologii na Blízkém východě, upozornil, že v egyptském „Papyru Anastasi I“ (podle Giovanniho Anastasi) byla cesta nazvána „Horovy cesty“. Termín „Horovy cesty“ se objevuje v „Povídce o Sinuhetovi“ z 12. dynastie (období Střední říše).

## Via Maris v pramenech
Egyptské prameny uvádějí, že cesta začínala v Egyptě, 2 km od města Alcantara. Egyptská část cesty byla přísně střežená a silně opevněná.
Různí autoři poukazují na to, že jednotlivé vesnice propojené touto cestou existovaly již od doby bronzové.
Dochované nizozemské, španělské, německé, italské, portugalské, francouzské a britské mapy z let 1474 až 1800 ukazují významnou cestu do Damašku přes Gazu, Megido, Kunejtru a Tel Chacor. Pro cestu používaly různé názvy, ale nikdy ne Via Maris. Francesco Quaresmi, italský františkánský mnich, katolický kněz a teolog, vydal v první polovině 17. století několik knih o Palestině a uvedl, že Via Maris byla cesta spojující Sýrii se Středozemním mořem, překračující Jordán a směřující do Dolní Galilei do Akry (dnes již Akko). Quaresmi spojuje název Via Maris s latinským biblickým textem.
Teprve na počátku 20. století Richard Hartmann a George Adam Smith popsali cestu přes Gazu, Megido, Kunejtru a Tel Chacor a označili ji za starověkou cestu známou jako Via Maris. Kritici však poukazují na nedostatek písemných pramenů, které by toto tvrzení podporovaly.

## Trasa cesty

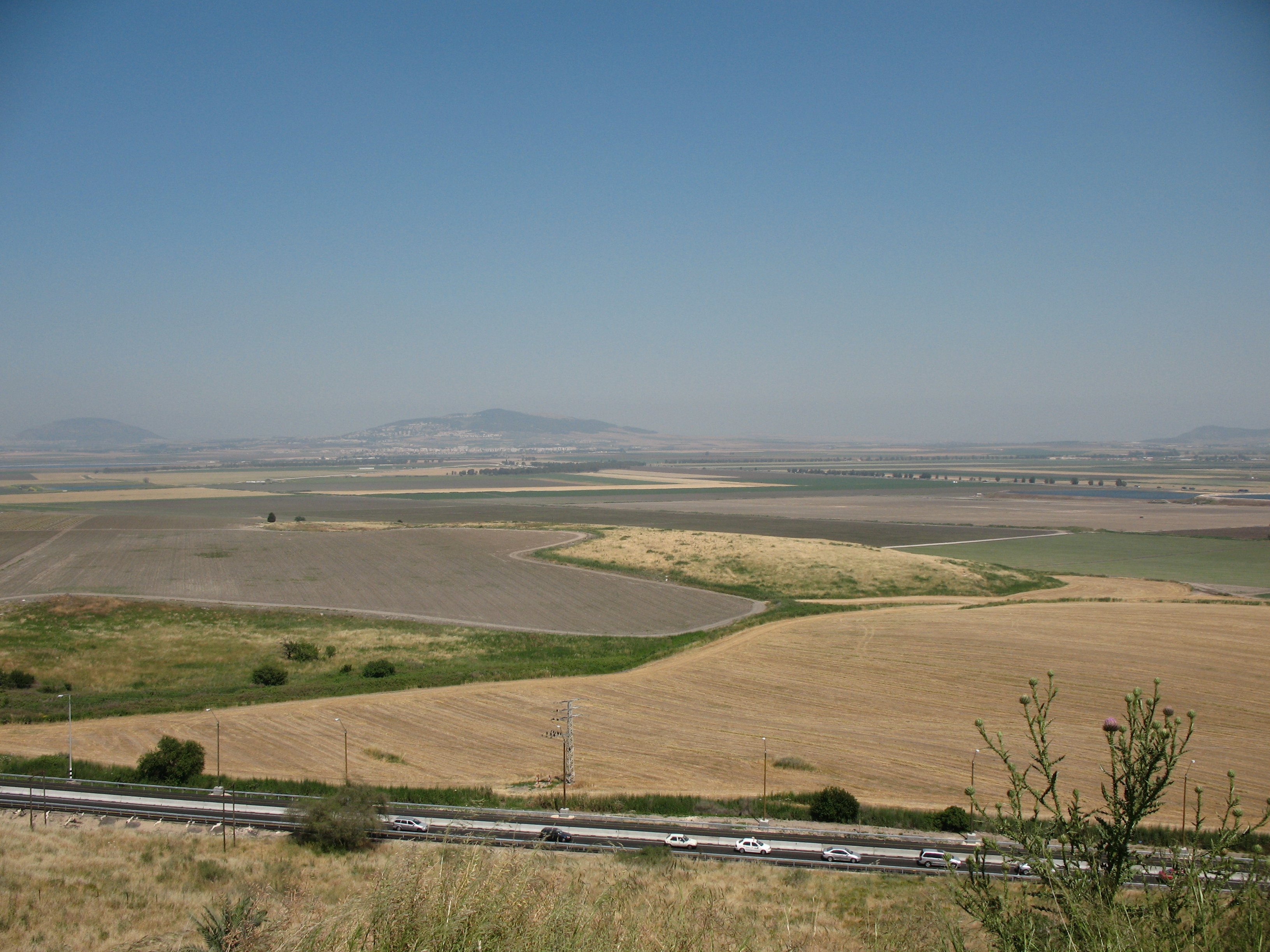
Dálnice v Jizre'elské, údolí, která vede podél historické cesty Via Maris

Cesta, která začínala v Egyptě, vedla přes Gazu, Aškelon, Javne, Jaffu, Caesarii Maritimu a na Izraelské pobřežní planině se cesta rozdvojovala. Jedna cesta vedla přes Ptolemaidu na sever a přes Tel Afek. Naproti tomu se druhá část rozdvojené cesty stáčela v Šaronské planině do Jizre'elského údolí směrem k Megidu, kde se podle některých pramenů opět rozdvojovala. Východní cesta směřovala do Bejt Še'anu (bývalá Skythopole), zatímco hlavní trasa procházela Galileou a vedla podél západního břehu Galilejského jezera přes Kunejtru, Kafarnaum, Betsaidu, Tel Dan, Tel Chacor a dále do Damašku a Mezopotámie.
Bargil Pixner, italský benediktinský mnich, biblista a archeolog, se domníval, že od pobřeží Středozemního moře vedla cesta do Bejt Še'anu, kde se rozdvojovala a vedla dvěma cestami do Damašku: jedna cesta vedla k Galilejskému jezeru a jeho pobřeží přes Tiberias a Kafarnaum, poté přes Jordán a následně přes Golanské výšiny do Damašku. Druhá cesta vedle z Bejt Še'anu přes jihovýchodní část jezera, kde poté vedla do Golanských výšin kolem Hipposu a přes Bášan do Damašku. Tato cesta není jasně definována.

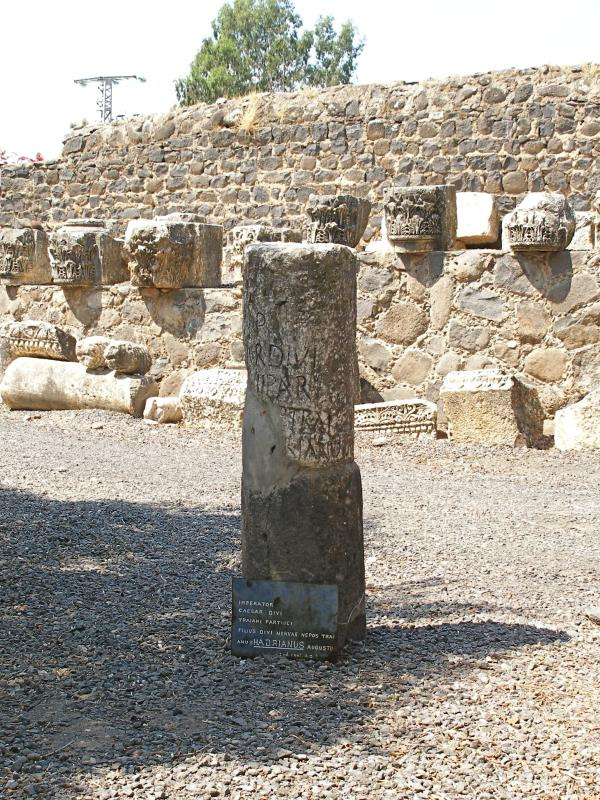
Pozůstatky římského milníku objeveného několik set metrů severně od města Kafarnaum

Některá místa cesty jsou nepřímo potvrzena nalezenými artefakty a prameny. Asi 500 m severozápadně od centra Kafarnaum objevili archeologové římský milník s latinským nápisem Imp(erator)/Caesar Divi/ [Traia]ni Par(thici)/F(ilius) [Divi Nervae N]ep(os) Trai[anus/Ha]drianus Aug(ustus), který nepřímo potvrzuje, že tudy za vlády císaře Hadriana (117-138 př. n. l.) procházela významná cesta. V blízkosti Kafarnaum objevili archeologové mauzoleum, které se nacházelo (stejně jako na Via Appia) na bývalé římské silnici. V mauzoleu se našlo pět velkých sarkofágů. Datum výstavby tohoto mauzolea se odhaduje na 1. až 2. století př. n. l.

## Funkce
O kontrolu nad cestou Via Maris se přetahoval Egypt a tehdejší severní mocnosti. Pokusy o udržení kontroly nad touto cestou vedly k častým válkám a bitvám. V severní části Sinajského poloostrova byly obchodní cesty již kolem roku 3000 př. n. l. Egypťané tehdy hledali kovové výrobky v jižní části Palestiny. Snažili se udržet kontrolu nad trasou mezi Egyptem a Gazou. V roce 1973 byly v severní části Sinajského poloostrova objeveny ruiny pevnosti z 14. století př. n. l.
Podle Waltera Dietricha mohly probíhající konflikty mezi Izraelity a Pelištejci v 10. století př. n. l. souviset s touhou ovládnout cestu Via Maris. Král David zajistil Izraeli vládu nad touto cestou (částečně díky svému tažení proti Amónvcům). To přispělo k rostoucímu významu a bohatství Izraele za vlády krále Šalamouna.
V listopadu roku 333 př. n. l. se Alexandr Veliký vydal na pochod na jih přes Sidón, Týr a Gazu do Egypta.
Ve 3. století př. n. l. si Nabatejci udrželi kontrolu nad obchodem na jižním konci Via Maris. Obchodovali s vínem, textilem, kořením, kovovými výrobky a hašišem.